# قله بادن-پاول
قله بادن-پاول (به لاتین: Baden-Powell Peak) یک کوه در نپال است که در Bagmati Zone واقع شده‌است. قله بادن-پاول ۵٬۸۲۵ متر بالاتر از سطح دریا واقع شده‌است.